# Suden Uni
Suden Uni (Il Sogno del Lupo) è il primo album della Folk metal   band finlandese Moonsorrow, uscito nel 2001. Nel 2003 è uscita una riedizione che contiene una traccia in più, un DVD di 40 minuti e presenta una cover differente.

## Tracce
1. Ukkosenjumalan Poika – 6:09
2. Köyliönjärven Jäällä – 6:20
3. Kuin Ikuinen – 7:20
4. Tuulen Koti, Aaltojen Koti – 4:02
5. Pakanajuhla – 4:21
6. 1065: Aika – 11:02
7. Suden Uni – 1:05
8. Tulkaapa Äijät! (Traccia Bonus Edizione 2003) – 3:14

## Formazione
- Ville Sorvali - voce, basso
- Henri Sorvali - voce, chitarra, tastiere, fisarmonica,
- Marko Tarvonen - voce, batteria, timpano, chitarre